# 村上華岳
村上 華岳（むらかみ かがく、1888年〈明治21年〉7月3日 - 1939年〈昭和14年〉11月11日）は、大正～昭和期の日本画家。

## 略歴

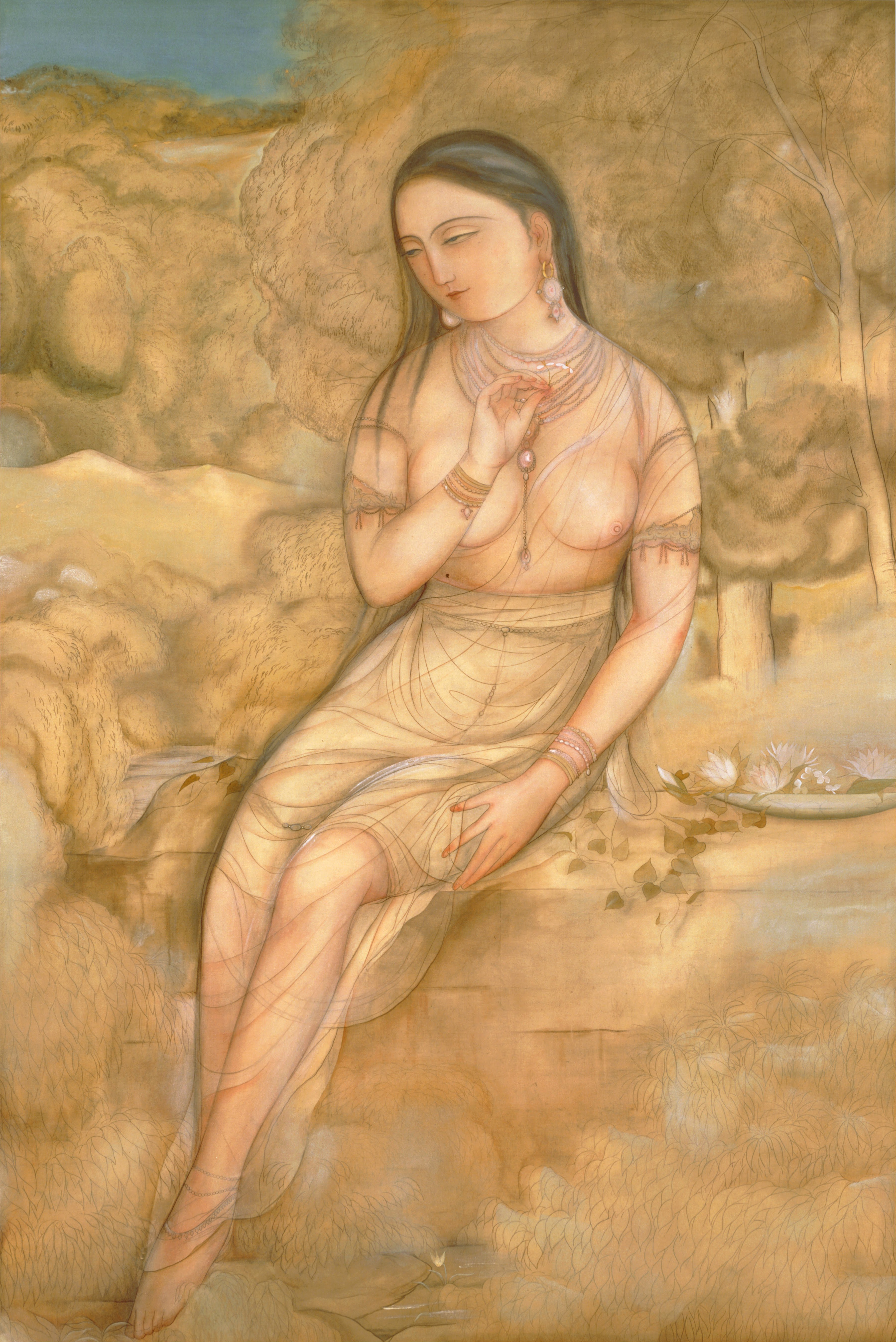
裸婦図

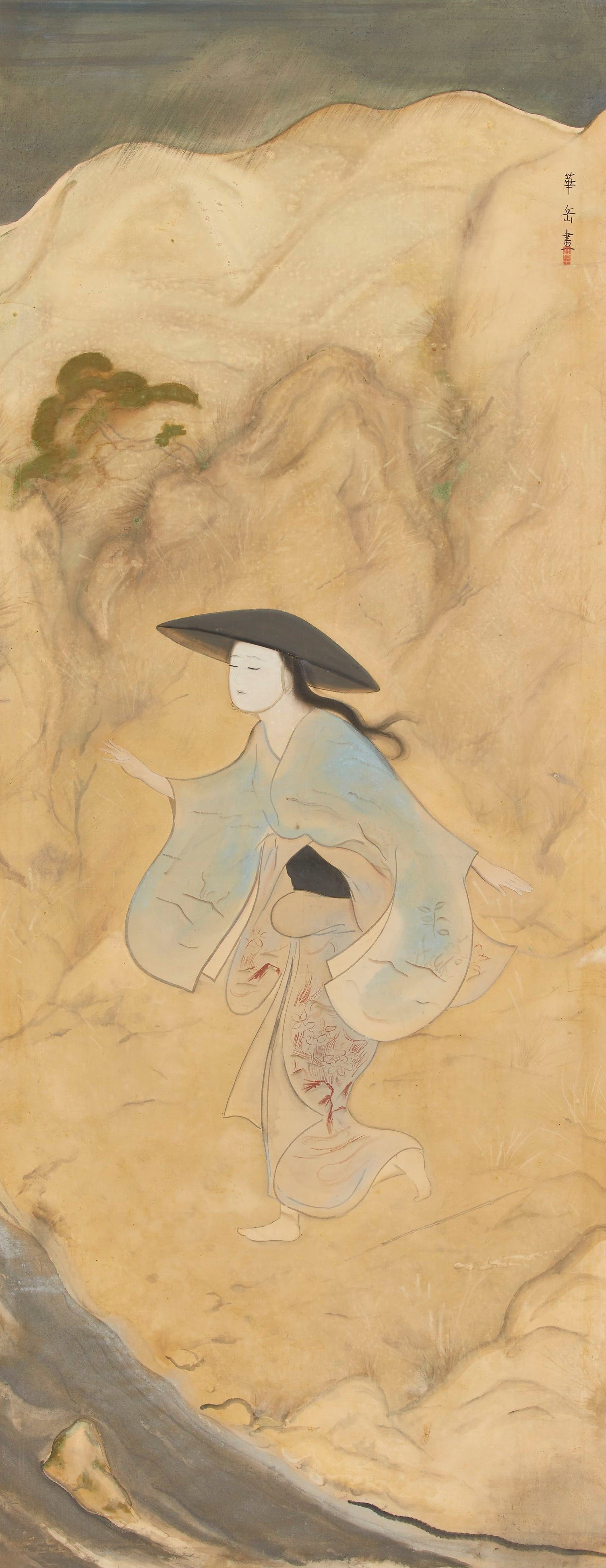
日高河清姫図

1888年（明治21年）、大阪（北区松ケ枝町）に生まれる。本名は武田震一（のち村上震一）。甲州武田氏の末裔。家庭の事情により幼い頃に実父母のもとを離れ、叔母の嫁ぎ先である神戸の村上家に預けられて、神戸の小学校に通った。1901年（明治34年）、震一13歳の時には実父が死に、実母は再婚して行方知れずとなり、少年であった震一が武田家の家督を継ぐこととなった。3年後の1904年（明治37年）、武田家の廃家が許可され、震一は養父母の姓である「村上」を名乗ることとなる。父方の祖母は、日本初の感化院とされる「池上感化院」を自宅に設立した池上雪枝。
華岳こと村上震一は、1903年（明治36年）から1907年（明治40年）まで京都市立美術工芸学校に学ぶ。1909年（明治42年）には上級学校である京都市立絵画専門学校（現：京都市立芸術大学）に入学して1911年（明治44年）に卒業。卒業と同時に同専門学校研究科に進学、1913年（大正2年）に修了している
1908年（明治41年）から文展に出品を始めた。京都市立絵画専門学校の卒業制作『早春』（のち『二月の頃』と改題）は京都の吉田山から銀閣寺方面を眺めた田園風景を遠近法を用いて俯瞰的に描写したもので、1911年（明治44年）の第5回文展で褒状を受けている。
1916年（大正5年）には華岳にとって初の仏画である『阿弥陀之図』が第10回文展特選となっている。
1918年（大正7年）、京都市立絵画専門学校の同窓であった華岳、土田麦僊、榊原紫峰、小野竹喬、野長瀬晩花の若手日本画家5人は国画創作協会を設立した。国画創作協会は、文展の審査のあり方に疑問を抱いた若い画家たちが、西洋美術と東洋美術の融合による新たな絵画の創造を目ざして旗揚げしたもので、近代日本画革新運動の代表的なものとして、美術史上に重視されている。国画創作協会の第2回展に出品した『日高河清姫図』は華岳の代表作の一つに数えられている。なお、国画創作協会第1回展に出品した、涅槃をテーマとした作品『聖者の死』は焼失している。
1920年（大正9年）の同協会第3回展に出品した『裸婦図』に描かれた女性は、単なる「裸婦」というよりは菩薩のように見え、生身の女性の官能美と菩薩の聖性という、本来相反する要素がこの画面では同居している。
1921年（大正10年）、国画創作協会の他の仲間たちは渡欧するが、華岳は持病の喘息が悪化したことが主な理由で渡欧を見合わせた。
1923年（大正12年）には京都から今の兵庫県芦屋市に転居し、さらに1927年（昭和2年）には神戸市花隈に転居している。以後の華岳は京都の画壇とは距離を置きつつ、個性的な山水図や牡丹図、水墨にプラチナ泥（でい）を併用した仏画などを残している。
昭和期に入ってからの華岳の作品は、病弱だったためもあってか小品が多く、色彩もモノクロームに近いものが多い。華岳の描く仏や菩薩は1920年（大正9年）の『裸婦図』の系譜を引いており、世俗性と精神性、妖艶さと聖性、官能美と悟りの境地という相反する要素が不思議に調和している。
1939年（昭和14年）、喘息のため51歳で花隈にて死去した。

## 年譜
- 1888年  
  - 7月3日、大阪天満松ケ枝町に生まれる。本姓武田、甲州武田氏の末裔。本名震一。

- 1895年  
  - 神戸市神戸尋常小学校に入学。叔母村上千鶴子の婚家、村上五郎兵衛方に寄居する。

- 1903年  
  - 京都市立美術工芸学校へ入学。

- 1904年 
  - 村上家を嗣ぐ。

- 1907年  
  - 京都市立美術工芸学校卒業。

- 1909年  
  - 京都市立絵画専門学校に入学。

- 1911年  
  - 同校を卒業。

- 1916年  
  - 京都市東山高台寺円徳院に住む。

- 1917年  
  - 洛北衣笠に転居。この頃仏画に筆を染め、静物、風景等を多く描く。

- 1918年  
  - 国画創作協会（国展）を結成。

- 1923年  
  - 京都を去り、神戸に帰り、芦屋に隠棲。

- 1925年
  - タゴール翁と識する。「タゴール像」を素描す。国展第五回に「松巒雲煙」出品。

- 1926年
  - 久邇宮家の献上画を作成。

- 1927年
  - 神戸花隈の旧居に帰る。この頃より画壇を遠ざかる。以後制作は多いが公表は少なくなる。

- 1934年
  - 華岳作品の憧憬者が集まり、各自その収蔵作品を持ち寄り、東京永楽倶楽部において展列を行う。

- 1935年
  - 帝国美術院第一部無鑑査となる。

- 1936年
  - 京都美術倶楽部において友人達が作品百余点を展示する。

- 1939年
  - 11月11日、神戸花隈の家居において宿咳に悩まされながらも、「牡丹図」に加筆するため礬水びきをするが、その夜遂に永眠する。享年51。

## 主な作品
- 驢馬に夏草（1908年）（さいたま市立漫画会館）絹本彩色 第2回文展3等賞
- 夜桜之図（1913年）（京都国立近代美術館）
- 中国列仙伝 全十六幅 （1915年）（中野美術館）
- 日高河清姫図（1919年）（東京国立近代美術館、重要文化財）第2回国画創作協会展
- 裸婦図（1920年）（山種美術館、重要文化財）第3回国画創作協会展
- 観世音菩薩施無畏印像（1928年）（兵庫県立美術館）
- 墨牡丹之図（1930年）（京都国立近代美術館）
- 空山清高之図 （1934）（東京国立近代美術館）
- 椿 （1938）（東京国立近代美術館）